# Гелдерланд
Ге́лдерланд (нидерл. Gelderland, МФА: [ˈɣɛldərˌlɑnt]) — провинция на востоке Нидерландов. Столица — Арнем, крупнейший город — Неймеген. Население 2 031 123 человека (4-е место среди провинций; данные 2015 года).

## География
Площадь 5136,51 км² (включая воду; 2-е место), в том числе суша 4971,76 км² (1-е место).

## История
Провинция образована на месте средневекового герцогства Гельдерн, южная часть которого вошла в состав немецкой земли Северный Рейн-Вестфалия.

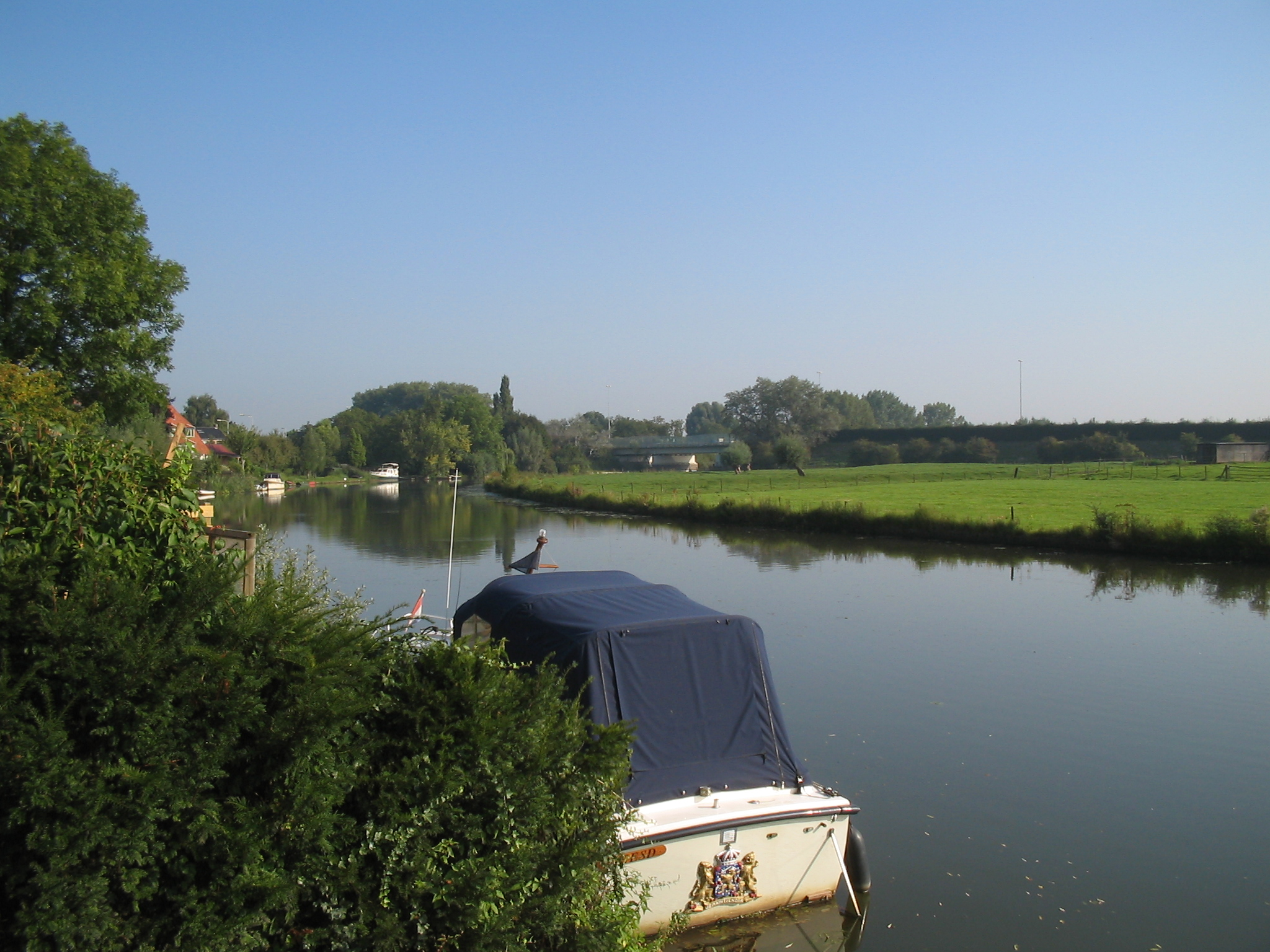
Пейзаж в Гелдерланде

## Достопримечательности
- Аммерсойен — средневековый замок на воде.
- Доорверт — средневековый замок на воде.
- Доорненбург — старинный замковый комплекс.
- Руурло — старинный замок на воде.